# Grenzgänger – Zwischen den Zeiten
Grenzgänger – Zwischen den Zeiten (Alternativtitel: Frontier, Originaltitel: Rubesch/Рубеж) ist ein russischer Actionfilm aus dem Jahr 2018 mit Kriegs-, Abenteuer- und Science-Fiction-Filmelementen.

## Handlung
Der junge, rational bis zynisch denkende Geschäftsmann Michail Schurow ist Investor an einem Sandsteinbruch. Aufgrund von archäologischen Arbeiten wird der Abbau von Rohstoffen gestoppt. Da er Panik bekommt, dass seine jüngste Investition ein großer Flop wird, versucht er die Arbeiten zu behindern. Dabei rutscht er unabsichtlich in einen Erdspalt, wodurch er in die Zeit von 1943 versetzt wird.
Er befindet sich nun inmitten der Belagerung von Leningrad und um ihn herum befinden sich 200.000 kämpfende Soldaten. Er weiß, dass seine Vorfahren einst eine entscheidende Rolle beim Krieg spielten und beschließt daher, sie ausfindig zu machen. Nur wenn er das schafft, kann er wieder in seine Zeit und somit in seine Welt zurückkehren.

## Kritik
„Russischer Abenteuer-Actionfilm, der die patriotisch aufgeladene Weltkriegs-Schlacht mit einem Science-Fiction-Szenario verschränkt.“

„Originelles Zeitreise-Abenteuer russischer Provenienz, das mit einer interessanten Prämisse spielt.“